# Chilarchaea
Chilarchaea is een geslacht van spinnen uit de familie Mecysmaucheniidae.

## Soorten
- Chilarchaea quellon Forster & Platnick, 1984